# La signora in verde
La signora in verde (Grafarţögn) è un romanzo giallo dello scrittore islandese Arnaldur Indriðason, il quarto della serie del commissario Erlendur Sveinsson della polizia di Reykjavík. È stato tradotto in italiano nel 2006.
Il libro, nel 2003, ha vinto il Glasnyckeln e, nel 2005, il Gold Dagger Award per la versione in inglese.

## Trama
Sulla collina di Grafarholt, alle porte di Reykjavík, un bambino trova un osso umano. Allertata la polizia, si scopre che quell'osso appartiene ad uno scheletro che è stato seppellito molto tempo prima. Erlendur affida gli scavi ad una squadra di archeologi. Il disseppellimento dei resti procede molto lentamente, e nel frattempo Erlendur insieme a Sigurður Oli ed Elínborg comincia ad indagare. Le indagini non sono semplici poiché il corpo è stato seppellito circa 70 anni prima, durante la seconda guerra mondiale, quando sulla collina accanto a dei cespugli di ribes c'era una casa ove abitavano delle persone. Le indagini a ritroso nel tempo portano alla luce le vicende del proprietario della casa e degli inquilini che ci vivevano.
Il proprietario della casa era Benjamín Knudsen. Durante la guerra era fidanzato con Sólveig, ma un giorno la ragazza lo lasciò e sparì per sempre. Erlendur pensa che lo scheletro possa essere quello di Sólveig, che la ragazza non si trovava in fondo al mare, come sostiene la sorella, ma che è stata uccisa da Benjamín. Ma le sue indagini procedono ed emerge la storia famigliare di Margrét, sposata con Grímur e dei suoi tre figli, Mikkelína, Símon e Thomas. Grímur è un uomo violento che maltratta la moglie, sia fisicamente che psicologicamente. Anche i suoi figli vengono maltrattati, in particolare Mikkelína, che non è sua figlia, ma figlia di un primo amore di Margrét.
Parallelamente alle indagini si svolge la vicenda personale di Erlendur, alle prese con sua figlia Eva Lind. La ragazza è una tossicodipendente ed aspetta un bambino. Purtroppo a causa del suo stile di vita finisce in coma e ha un aborto. Si trova tra la vita e la morte. Erlendur va ogni giorno a farle visita e la aggiorna sia sulle indagini, sia sulla sua infanzia, quando durante una bufera di neve perse il fratello minore.

## Protagonisti
Personaggi comuni alla serie
- Erlendur Sveinsson, 50 anni circa, tarchiato, capelli rossicci, commissario della polizia investigativa.
- Sigurður Oli, giovane poliziotto, di alta statura, ha studiato criminologia negli USA
- Elínborg, donna membro della squadra investigativa.
- Sindri Snær Erlendursson, figlio di Erlendur, ha problemi di dipendenza dall'alcol.
- Eva Lind Erlendursdóttir, figlia di Erlendur, ha problemi di tossicodipendenza.
- Halldóra, ex-moglie di Erlendur.

Personaggi del romanzo “La signora in verde”
- Margrét, una donna maltrattata dal marito Grímur. Quando l'uomo finisce in prigione incontra un soldato americano, Dave, e i due si innamorano.
- Grímur, un uomo violento
- Mikkelína, figlia di Margrét
- Símon, figlio di Margrét e Grímur
- Skarphédinn, archeologo incaricato degli scavi
- Benjamín Knudsen, proprietario della casa sulla collina. Doveva sposarsi con Sólveig, ma la ragazza scomparve nel 1940 dopo averlo lasciato. Nel momento in cui viene ritrovato lo scheletro è già morto.
- Sólveig, la fidanzata di Benjamín. Era stata violentata dal cugino. A seguito della violenza rimase incinta. Ruppe il fidanzamento con Benjamín e scomparve.
- Elsa, nipote di Benjamín. Ha conservato tutti gli oggetti appartenenti allo zio, che tiene stipati in una cantina che verrà passata al setaccio prima da Erlendur, poi da Sigurður Oli per trovare qualche informazione in merito alla casa e a chi ci aveva abitato.
- Bára, sorella di Sólveig
- Róbert, abitava in una villetta vicino alla casa sulla collina. Confida a Elínborg che accanto ai cespugli di ribes vedeva una "donna verde storta".

## Edizioni in italiano
- Arnaldur Indriðason, La signora in verde, Narratori della Fenice, Guanda, 2006,  p. 491, ISBN 8882468909.